# Muranotrichea
A Muranotrichea tengeri anaerob csillósok osztálya, mely a Parablepharismea és Armophorea osztályokkal együtt a Sal obligát anaerob tagjaiból álló kládot alkot.

## Történet
Az osztályt típusfajával, (Muranothrix gubernata) és a Thigmothrix strigosa fajjal együtt írták le Rotterová  et al. 2020-ban. Harmadik faját, a Muranothrix felixet Méndez-Sánchez  et al. írták le 2023-ban.
Rajter és Dunthorn 2021-ben az Armophorea sensu lato tagjaként írták le az Armophorea sensu stricto testvércsoportjában.

## Genetika
Tubulinjai a Sal kládéi közeli rokonai.
MRO-i nagyrészt teljes oxidatív foszforilációs úttal rendelkeznek, és kizárólag a citokróm c-oxidáz nem található meg bennük, így képesek oxidatív és szubsztrátszintű foszforilációval egyaránt ATP-t termelni.
Korábbi genetikai elemzések szerint a kevés kizárólag standard genetikai kódot használó csillósosztály egyike volt, és Rotterová  et al. tanulmánya szerint az UAA és UAG stopkodonokat egyenlőbb mértékben használja.
Több génontológiai kategóriát és KEGG által megkülönböztetett reakcióutat azonosítottak Zhang  et al., melyek anaerob életmódja evolúcióját segíthették.
Feltehetően elvesztette a legtöbb csillósban és más eukariótában megtalálható 1. aktint, bár az jelentősen bővült a Spirotricheával és Armophoreával közös ősében. Ezenkívül számos aktinnal rokon fehérje is megtalálható a kládban.

## Morfológia
Tagjai közepes vagy nagy, nyújtott, azonos csillókkal rendelkező csillósok kontraktilis testi csillókkal, melyek dikinetidákhoz kapcsolódnak. Szájcsillói a nyújtott kulcslyuk alakú perisztómán és az adorális membranellumzónákon is megtalálható jobbra egy nyakszerű elülső résznél. Parorális membránja heteromorf.
Ismert fajai mitokondriumai MRO-kká redukáltak. MRO-iban megtalálhatók cristáik maradványai, vagyis anyagcseréjük feltehetően nem oly redukált, mint más obligát anaerob csillósoké, például a Parablepharismeáé.

## Ökológia
Mikrooxikus tengeri vagy brakkvízben lévő üledékekben él, és endo- és ektoszimbionta baktériumai vannak. Megtalálható lagúnákban.

## Rendszertan
Egyetlen rendje a Muranotrichida, egyetlen családja a Muranotrichidae. 2 faja van, a Muranothrix gubernata és a Thigmothrix strigosa.
A Muranotricheát a Parablepharismeával együtt Rotterova  et al. írták le 2020-ban. 18S rDNS-alapú filogenetika szerint nem alkot az Armophorida és Parablepharismea csoportokkal közös kládot.

## Evolúció
Parablepharismával és Armophoreával közös kládja mintegy 1,017 milliárd évvel ezelőtt alakult ki, a Parablepharismea és a Muranotrichea mintegy 712 millió évvel ezelőtt vált külön.

## Fordítás
Ez a szócikk részben vagy egészben  a   Muranotrichea című angol Wikipédia-szócikk ezen változatának fordításán alapul.  Az eredeti cikk szerkesztőit annak laptörténete sorolja fel. Ez a jelzés csupán a megfogalmazás eredetét és a szerzői jogokat jelzi, nem szolgál a cikkben szereplő információk forrásmegjelöléseként.